# Pareulype elutata
Pareulype elutata là một loài bướm đêm trong họ Geometridae.